# Jaroslav Eliáš
Jaroslav Eliáš (13. ledna 1940 Pardubice – 5. dubna 2025 Praha) byl český lékař, rytíř – velkokříž Řádu Maltézských rytířů, koordinátor pražských farních charit a Tříkrálová sbírka v rámci Arcidiecézní charity Praha, předseda Společnosti pro duchovní hudbu, varhaník a organizátor kulturního života v Praze.

## Původ
Narodil se v Pardubicích 13. ledna 1940 jako pátý syn důstojníka Československé armády a válečného hrdiny npor. Vladimíra Eliáše a jeho manželky Anny, rozené Vlasákové. Bratrem Vladimíra Eliáše, a tedy Jaroslavovým strýcem, byl malíř a herec Mirko Eliáš, Jaroslavovými bratranci z matčiny strany jsou pak český herec a moderátor Jan Kraus či spisovatel Ivan Kraus. O svého otce Jaroslav přišel krátce před koncem války, když byl 8. května 1945 Vladimír Eliáš zabit německým obrněným vozidlem. Vladimír Eliáš, předtím aktivní v československém odboji, se tak stál válečným hrdinou a v Pardubicích jej připomíná ulice Npor. Eliáše a Základní škola Pardubice – Polabiny, Npor. Eliáše. Vdova po Vladimíru Eliášovi Anna se již znovu neprovdala, přestěhovala se do Liberce, kde ve skrovných poměrech vychovávala svých pět synů.

## Život
Dětství strávil Jaroslav Eliáš v Liberci, kde se vedle povinné školní docházky od svých 14 letech učil v liberecké hudební škole u prof. Lubomíra Tomšího hře na varhany. Záhy začal doprovázet také bohoslužby, jelikož v Liberci kvůli restrikcím tehdejšího totalitního režimu chyběli profesionální varhaníci. Tím se nestal ani Jaroslav Eliáš, jelikož se rozhodl pro studium medicíny a odešel do Prahy na fakultu všeobecného lékařství Univerzity Karlovy. Souběžně se studiem začal od roku 1960 působit jako varhaník v pražských kostelích Panny Marie před Týnem (Týnský chrám) a sv. Havla na Starém Městě. Během studií se roku 1963 také oženil, jeho manželkou se stala Helena Malášková (její otec Jiří Malášek, bývalý ministerský rada, byl roku 1948 ve vykonstruovaném procesu komunistickým režimem odsouzen k doživotnímu vězení, později byl propuštěn na amnestii a s částí rodiny emigroval do Německa).
V roce 1964 se manželům Eliášovým, kteří tehdy bydleli na pražských Hradčanech, narodila dcera Ludmila. Z manželství později vzešlo ještě dalších pět potomků: dcery Markéta, Terezie, Barbora a Magdaléna a syn Vojtěch Eliáš, který se stal knězem, biskupským vikářem a nějaký čas působil také jako prezident Arcidiecézní charity Praha a neziskové organizace Likvidace lepry.
Po dokončení studií, během nichž se specializoval v oboru otorinolaryngologie, byl Jaroslav Eliáš roku 1964 zařazen do nemocnice v Jablonci nad Nisou, odkud krátce nato přešel do nemocnice v Liberci a konečně v roce 1969 se vrátil do Prahy a nastoupil na dětské oddělení Všeobecné fakultní nemocnice (na Karlově), kde zůstal po zbytek své lékařské kariéry. Jejího vrcholu dosáhl roku 1994, když se stal primářem dětského a dorostového oddělení. Ve funkci primáře dětského oddělení ORL zůstal až do svého odchodu do penze v roce 2001. Během své lékařské praxe léčil také řadu významných osobností, například Václava Havla nebo fotbalistu Antonína Panenku. Po odchodu do penze se začal věnovat charitativním činnostem a stal se zástupcem ředitele Arcidiecézní charity Praha. Působil mimo jiné jako koordinátor pražských farních charit a známé Tříkrálové sbírky, kromě toho se také podílel na organizaci charitativních benefičních koncertů.
Vedle své lékařské praxe a humanitární činnosti se věnoval také duchovní hudbě. Působil jako varhaník v Týnském chrámu a v kostele sv. Havla, kde spolupracoval s významným pražským knězem Jiřím Reinsbergem a velmi aktivně se spolu se svou rodinou zapojil do společenství, které okolo těchto kostelů (i v době komunistické totality) fungovalo. V roce 1989 inicioval vznik Společnosti pro duchovní hudbu (SDH), jejímž předsedou se stal skladatel Jan Hanuš a čestným předsedou se stal hudební skladatel Petr Eben, otec českého herce a moderátora Marka Ebena. Jaroslav Eliáš se stal předsedou SDH v roce 1993. V rámci této dodnes fungující společnosti začal organizovat celou řadu významných kulturních akcí – především Svatojánské a Svatováclavské slavnosti, ale také pravidelné koncerty v kostele sv. Kateřiny na Praze 2 a cyklus „Varhanní nešpory Maltézských rytířů“ v kostele Panny Marie pod řetězem na Praze 1. Byl rovněž jednatelem společnosti Psaltérium a od roku 1993 byl členem kulturní komise České biskupské konference a liturgické komise arcibiskupství pražského, později Společné liturgické komise arcibiskupství pražského a biskupství plzeňského.
V roce 1990 se stal magistrálním rytířem Suverénního řádu Maltézských rytířů. V rámci tohoto řádu se významným způsobem zasloužil o založení Maltézské pomoci, humanitární organizace Maltézského řádu v České republice, která se zaměřuje na pomoc potřebným, především seniorům, zdravotně postiženým a rodinám na okraji společnosti. V roce 1995 byl za svůj přínos oceněn komturským křížem záslužného řádu pro Merito Melitensi. Nositeli tohoto řádu se dříve stali například i prezidenti USA Ronald Reagan a George H. W. Bush.
Jaroslav Eliáš zemřel 5. dubna 2025 ve svém bytě na pražském Klárově.

## Ocenění
- 1995 – Magistrální rytíř Suverénního řádu Maltézských rytířů
- 1995 – Croix de commandeur del’ordre – Pro Merito Melitensi.
- 2010 – Zlatá svatovojtěšská medaile za zásluhy na poli duchovní hudby a charity.
- 2010 – Děkovné uznání ČBK za dlouhodobý přínos kultuře na Národní pouti na Velehradě
- 2012 – Velkokříž Suverénního řádu Maltézských rytířů
- 2016 – Cena Charity ČR
- 2024 – Cena Prahy 1
- 2024 – Pamětní medaile Fra´ Karla Paara